# Просігой
Просігой (*Просигоj, д/н — між 825 та 830) — один з князів сербів у 814—825/830 роках.

## Життєпис
Син сербського князя Радослава. Спадкував останньому близько 814 року. Підтримував союзницькі відносини з Візантійською імперією. Ця угода була спрямована проти Болгарської держави. 
Ймовірно, також був союзником Людевіта Посавського, князя Паннонської Хорватії. Останній у 822 після поразки від франків втік на землі сербів. За деякими відомостями, Просігой надав Людевіту притулок, але той через деякий час вбив Просігоя й намагався захопити владу у сербів. Але марно. Відомо також про проходження сербськими землями болгарського хана Омуртага, який зайняв Паннонську Хорватію й воював з Франкською імперією. 
Після відступу болгар владу тут відновив син Просігоя — Властимир, який став засновником першої сербської держави Рашка.